# أنطوني إيرفين
أنطوني لي إيرفين (بالإنجليزية: Anthony Lee Ervin) هو سبّاح أمريكي من مواليد 26 مايو 1981، فاز بأربع ميداليات في الألعاب الأولمبية وميداليتين ذهبيتين في بطولة العالم.
في عام 2003 توقف إيرفين عن السباحة بشكل تنافسي وقام ببيع ميداليته الذهبية على موقع إيباي وذلك لمساعدة المتضررين من تسونامي 2004، ولكنه عاد للمنافسة منذ عام 2011.

## روابط خارجية
- أنطوني إيرفين على موقع الاتحاد الدولي للسباحة (الإنجليزية)
- أنطوني إيرفين على موقع SwimRankings.net (الإنجليزية)
- أنطوني إيرفين على موقع اللجنة الأولمبية الدولية (الإنجليزية)
- أنطوني إيرفين على موقع أوليمبيديا (الإنجليزية)
- أنطوني إيرفين على موقع اللجنة الأولمبية والبارالمبية الأمريكية (الإنجليزية)